# Vahrenwalder Kirche

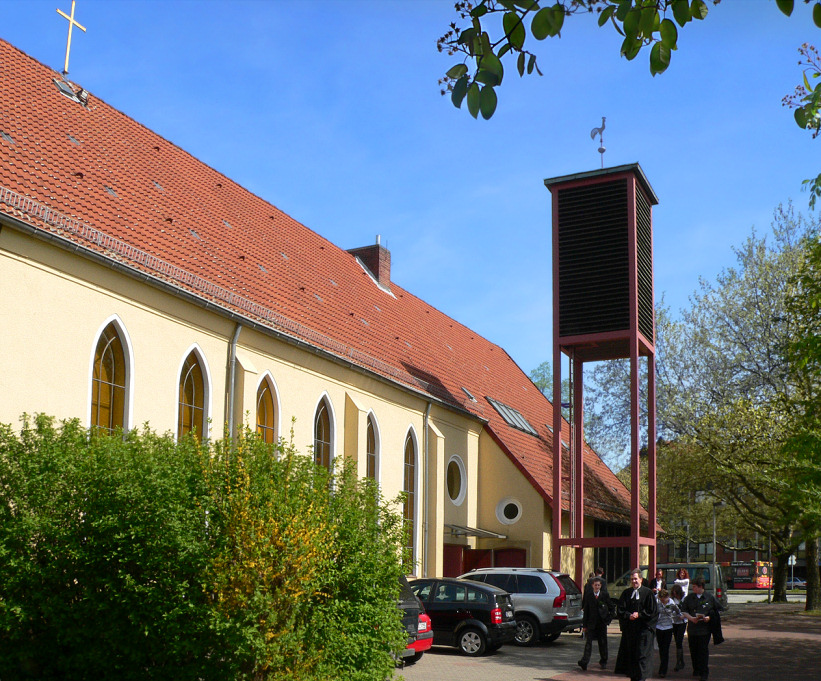
Inzwischen abgerissene Vahrenwalder Kirche mit Glockenturm, 2007

Die Vahrenwalder Kirche war eine evangelisch-lutherische Kirche im Stadtteil Vahrenwald in Hannover. Die am 1. Oktober 1924 gegründete Kirchengemeinde errichtete das Kirchengebäude größtenteils in Eigenleistung nach dem Zweiten Weltkrieg. Am 19. Mai 2013 wurde die Kirche entwidmet und es entstand nach einem Abriss an derselben Stelle ein neuerbautes Kirchenzentrum.

## Baubeschreibung

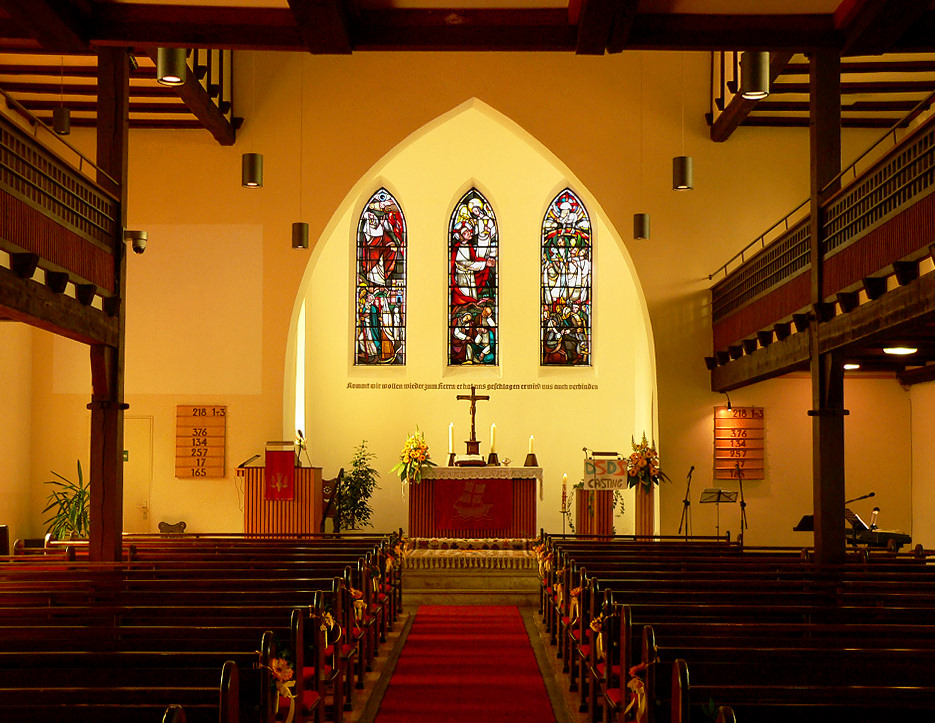
Innenraum mit Altar und Buntglasfenster mit biblischen Szenen, 2007

Das 1950 fertiggestellte Kirchengebäude war eine dreischiffige Hallenkirche. Sie wurde vom Architekten Gerd Korthaus entworfen. Den schlicht gehaltenen Innenraum beherrschten Balken aus dunklem Holz, die ihm ein fachwerkartiges Aussehen verleihen. Bemerkenswert waren drei hochformatige Buntglasfenster von 1952 im Altarraum. Sie zeigten drei biblische Motive: Abrahams Fürbitte für Sodom und Gomorrha, Jesus Christus im Garten Gethsemane und das Gebet der Gemeinde im himmlischen Thronsaal. Auffallend war der Wandspruch unterhalb der Fenster: Kommt, wir wollen wieder zum HERRN, er hat uns geschlagen, er wird uns auch verbinden (Hosea 6,1). Der unscheinbare Glockenturm neben der Kirche wurde 1975 errichtet. In ihm hingen zwei Glocken der Gießerei Rincker sowie eine der ältesten Kirchenglocken Hannovers aus dem 15. Jahrhundert. Die Glocken hatten die Töne e2, fis2 und a2 und wurden 2008 stillgelegt, da der Glockenturm beim Läuten einsturzgefährdet war. Die Orgel mit 21 Registern wurde 1970 von der Firma Gerhard Schmid aus Kaufbeuren gebaut. In den 1960er Jahren erhielt das Kirchengebäude mehrere Anbauten für ein Gemeindehaus mit Saal, Keller und Altentagesstätte. Die Kirche stand unmittelbar an der Vahrenwalder Straße, einer bedeutenden Ausfallstraße vom Stadtzentrum in Richtung Norden.

## Geschichte
Ursprünglich gehörten die Bewohner des früheren Dorfes Vahrenwald zur Kirchengemeinde in Hainholz. Im Zuge der Industrialisierung wuchs die Vahrenwalder Bevölkerung Anfang des 20. Jahrhunderts stark an. 1921 erwarb der Hainhölzer Pastor Adolf von Chappuzeau, im inzwischen zu Hannover gehörenden Stadtteil Vahrenwald, den Vahrenwalder Turm, der auf dem Grundstück der dann später erbauten Kirche stand. Der Tanzsaal des früheren Ausflugslokals wurde in eine gottesdienstliche Stätte umgestaltet. Bei dieser Einrichtung handelte es sich um eine Notkirche, die 1922 eingeweiht wurde. Bei einem Luftangriff auf Hannover während des Zweiten Weltkrieges wurde das provisorische Kirchengebäude 1943 zerstört. Der Stadtteil Vahrenwald war ein bevorzugtes Angriffsziel für Bomberverbände wegen des dort ansässigen Continental-Werkes als kriegswichtigem Rüstungsbetrieb. Daraufhin wurde eine zweite Notkirche an anderer Stelle in Vahrenwald eingerichtet, die 1945 durch einen Brand zerstört wurde. Dabei konnte das Altarkreuz aus den Flammen gerettet werden.
Das Kirchengebäude entstand in den Jahren 1947–1950 durch die Eigeninitiative von Gemeindemitgliedern, die selbst umfangreiche Bauarbeiten leisteten. Als Baumaterial wurden größtenteils Trümmersteine kriegszerstörter Häuser verwendet, die die Frauen tagsüber sammelten. Auch 24 Maurer arbeiteten als freiwillige Helfer, nach ihrer normalen Arbeit, bis tief in die Nacht hinein, daran mit. Die Baukosten betrugen rund 200.000 DM. Am Heiligen Abend 1950 weihte Landesbischof Johannes Lilje die Kirche ein, die ohne Unterstützung amtlicher Stellen entstanden war. Es war der erste Kirchenneubau in Hannover nach dem Krieg. Am 19. Mai 2013, dem Pfingstsonntag, wurde die Kirche in einem Gottesdienst durch die Landessuperintendentin des Sprengels Hannover Ingrid Spieckermann entwidmet. Die Kirche wurde anschließend abgerissen.

### Neues Kirchenzentrum

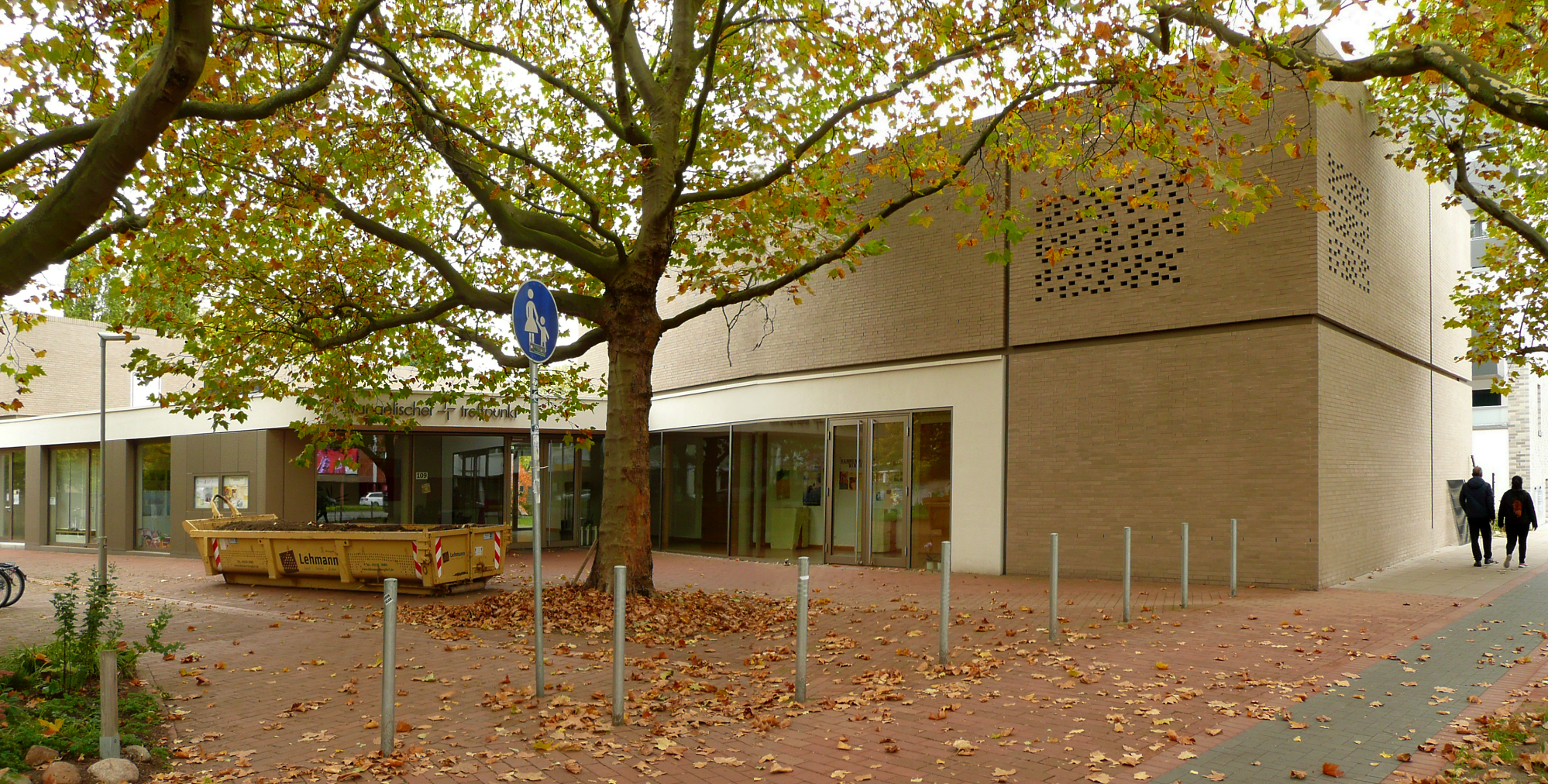
Neues Kirchenzentrum, 2021

Nach einer Übergangszeit zog die Kirchengemeinde in ein neues Kirchenzentrum um, das an der Stelle der bisherigen Vahrenwalder Kirche errichtet und 2015 eingeweiht wurde.

## Kirchengemeinde
Bereits um 1930 gehörten der Kirchengemeinde, als Notkirche im ehemaligen Ausflugslokal Vahrenwalder Turm, rund 10.000 Personen an. Durch den seit 1925 tätigen Pastor Wilhelm Brase gewann die Arbeit mit jungen Männern unter dem Begriff Eichenkreuz starken Auftrieb. Um die Männer „von der Straße“ fernzuhalten, wurde die Eichenkreuzburg als Jugendburg auf dem Lande errichtet. Sie entstand 1928 für 40.000 Mark nahe der Siedlung Maspe bei Bissendorf in etwa 15 km Entfernung Luftlinie von der eigentlichen Kirche. Die Kirchengemeinde führte regelmäßig sonntägliche Ausflüge zur Burg durch und verbrachte hier auch ihre Jahresfeste, die ein Höhepunkt im Gemeindeleben waren. Der Jungmädchenbund der Gemeinde erhielt 1928 in Vahrenwald ein Jugendheim, das hölzerne Schloss Fingerhut. Während der Zeit des Dritten Reiches wurden die Jugendvereinigungen der Kirche gleichgeschaltet und ihre Angehörigen kamen in die Hitlerjugend oder den Bund Deutscher Mädel. Übrig blieb nur die Eichenkreuzburg, die vom Staat nicht eingezogen werden konnte, weil sie grundbuchrechtlich auf den Namen des damaligen Pastors lief. Nach dem Krieg lebte die Tradition wieder auf, sonntags Ausflüge mit bis zu 100 Teilnehmern zur Burg zu unternehmen, bei denen dann auch wieder Gottesdienste abgehalten wurden. 1966 ging die Anlage in den Besitz des Stadtkirchenverband Hannover über, da ein großer Renovierungsbedarf angefallen war, dem die Kirchengemeinde nicht nachkommen konnte. Sie behielt aber ein bevorzugtes Nutzungsrecht an der Eichenkreuzburg.
Die Vahrenwalder Kirche hatte 1958 im Schnitt 200 Besucher pro Gottesdienst. 1967 übernahm die Kirchengemeinde als Träger einen städtischen Kindergarten auf einem Nachbargrundstück. 1975 wurde ein weiterer Kindergarten als Neubau eingerichtet, da eine hölzerne Anlage 1973 abgebrannt war. Im Jahre 2000 gehörten der Kirchengemeinde rund 4.300 Personen, bei einem hohen Anteil älterer Menschen, an. Zwischen 1922 und 2007 waren 19 Pastoren für die Gemeinde tätig. Im Gemeindehaus der Kirchengemeinde gab es eine Kleiderkammer, die gebrauchte Kleidung annahm und sie an Bedürftige weitergab.